# Pedro Soto
Pedro Soto Moreno (ur. 22 października 1952 w San Miguel El Alto) – meksykański piłkarz występujący na pozycji bramkarza.

## Kariera klubowa
Moreno rozpoczynał swoją karierę piłkarską w rozgrywkach 1974/1975 jako zawodnik zespołu Club América z siedzibą w stołecznym mieście Meksyk. Po roku został zawodnikiem klubu CF Laguna z Torreón, gdzie spędził dwanaście miesięcy w roli podstawowego golkipera, po czym powrócił do Amériki. Tam początkowo również miał pewne miejsce między słupkami, lecz po upływie niecałego sezonu stracił pozycję pierwszego bramkarza na rzecz Francisco Castrejóna, a później pozostawał wyłącznie alternatywą dla legendy klubu, Héctora Zelady. W 1977 roku triumfował ze swoją macierzystą ekipą w najbardziej prestiżowych rozgrywkach kontynentu, Pucharze Mistrzów CONCACAF, a także zdobył z nią Copa Interamericana. Po pięciu latach ponownie odszedł z Amériki, tym razem do Atletas Campesinos z siedzibą w Querétaro, gdzie mimo regularnej gry nie odniósł większych sukcesów, a po sezonie 1981/1982, kiedy to klub został rozwiązany, podpisał umowę z Puebla FC. Tam w rozgrywkach 1982/1983 w roli pierwszego bramkarza wywalczył pierwszy zarówno w swojej karierze, jak i w historii zespołu tytuł mistrza Meksyku. Karierę zakończył w wieku 32 lat.

## Kariera reprezentacyjna
W reprezentacji Meksyku Moreno zadebiutował za kadencji selekcjonera José Antonio Roki, 4 kwietnia 1978 w wygranym 3:0 meczu towarzyskim z Bułgarią. W tym samym roku został powołany na Mistrzostwa Świata w Argentynie, dokąd pojechał w roli rezerwowego golkipera, jednak po kontuzji pierwszego bramkarza José Pilara Reyesa w trakcie drugiego meczu, z RFN (0:6), zastąpił go między słupkami. Bronił również w ostatnim spotkaniu, z Polską (1:3), a jego kadra po komplecie porażek w trzech konfrontacjach odpadła z mundialu już w fazie grupowej. Soto nigdy więcej nie zagrał już w kadrze, zamykając swój bilans reprezentacyjny na trzech rozegranych meczach, w których przepuścił sześć goli.